# 島泉丸山古墳

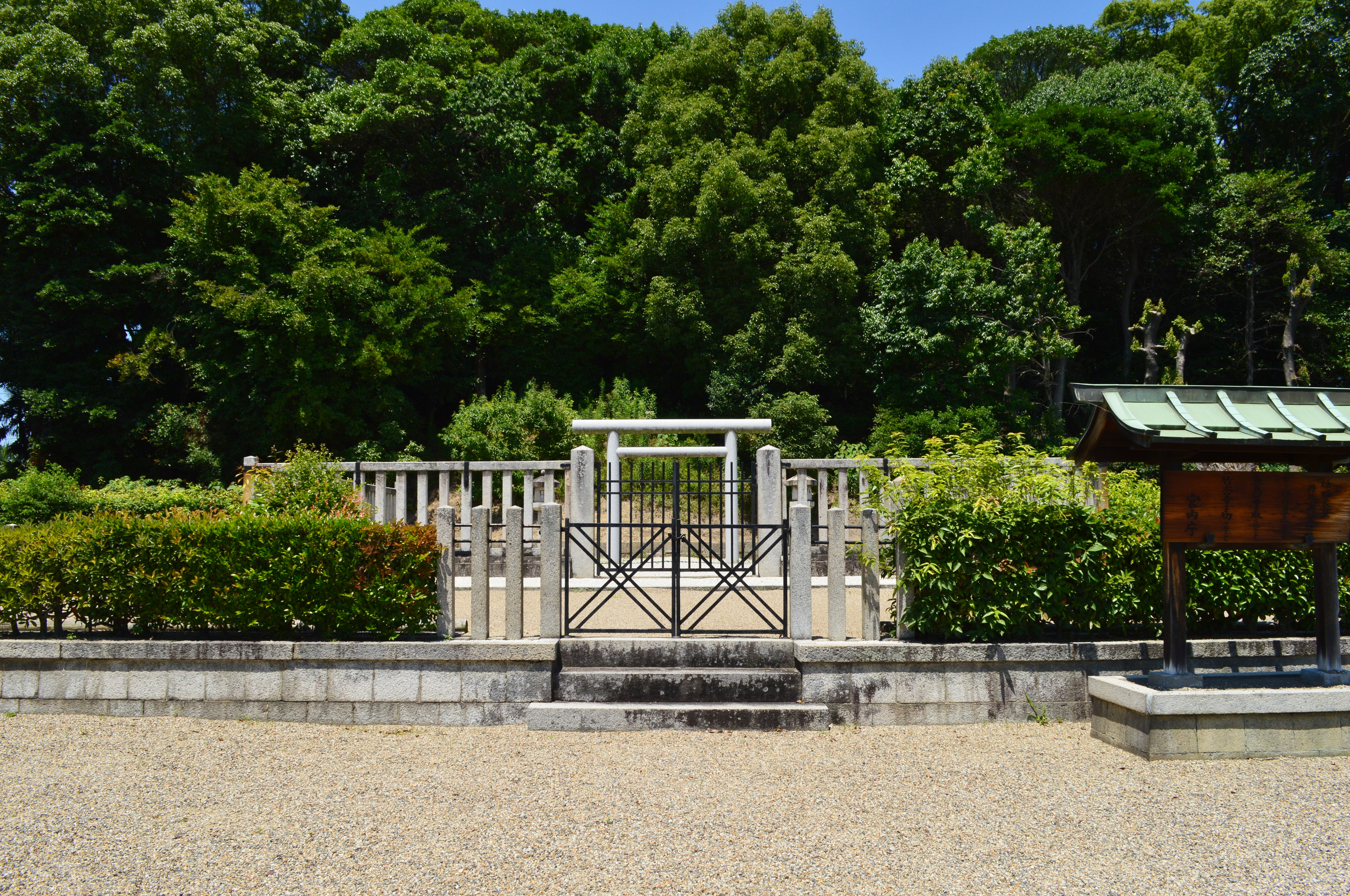
雄略天皇丹比高鷲原陵 拝所

島泉丸山古墳（しまいずみまるやまこふん）または高鷲丸山古墳（たかわしまるやまこふん）は、大阪府羽曳野市島泉にある古墳。形状は円墳。古市古墳群を構成する古墳の1つ。
実際の被葬者は明らかでないが、宮内庁により島泉平塚古墳と合わせて「丹比高鷲原陵（たじひのたかわしのはらのみささぎ）」として第21代雄略天皇の陵に治定されている。
本項では隣接する島泉平塚古墳（高鷲平塚古墳）についても解説する。

## 概要
大阪府東部、藤井寺市・羽曳野市・松原市にまたがる大古墳群である古市古墳群の北西部、羽曳野丘陵の最北端から派生した中位段丘上に築造された大型円墳である。現在は宮内庁治定の雄略天皇陵として同庁の管理下にあるため、これまでに本格的な調査は実施されていない。
墳形は円形。直径約75メートル・高さ8メートルを測り、円墳としては古市古墳群で最大であり、全国でも有数の規模になる。墳丘は2段築成。整備調査では埴輪・須恵器・土師器などが検出されている。墳丘周囲には周濠（丸山池）が巡らされており、南側では整美な円形、北側では不整形をとるが、南側は修陵時の整形によるもので、北側も拡張されている。埋葬施設および副葬品は明らかでない。
この丸山古墳は、出土埴輪より古墳時代中期の5世紀後半頃の築造と推定される。古市古墳群では唯一の大型円墳である点で特筆される古墳になる。被葬者は明らかでないが、前述のように現在は宮内庁により第21代雄略天皇の陵に治定され、隣接する島泉平塚古墳と合わせて前方後円形に整形されている。ただし立地・墳形・規模の点では疑義も指摘されており、雄略天皇の真陵を他古墳に求める説も挙げられている。

## 遺跡歴
- 江戸時代以降の文書に丸山古墳を雄略天皇陵とする記述。
  - 延宝7年（1679年）の『河内鑑名所記』（雄略天皇陵とする初見か）[3][2]。
  - 元禄3年（1690年）-明治期の松村家文書[2]。
  - 元禄9年（1696年）の『前王廟陵記』[1][2]。
  - 元禄11年（1698年）の『元禄十一戊寅歳諸陵周垣成就記』[2]。
  - 享保20年（1735年）の『河内名所図会』[2]。
  - 文化5年（1808年）の『山陵志』[2]。
- 元治元年（1864年）、館林藩主の秋元氏により修陵。平塚古墳を雄略天皇前陵として御陵用地に取り込み[1][2]。
- 1885年（明治18年）、丸山古墳・平塚古墳の間に盛土をして全体を前方後円形に整形[1][2]。
- 1890年（明治23年）、丸山古墳付近の拝所を平塚古墳側に移動[2]。
- 1974年（昭和49年）、外堤護岸・外構柵設置区域の調査（宮内庁書陵部、1976年に報告書刊行）[1]。
- 1998年度（平成10年度）、見張所改築工事箇所の調査（宮内庁書陵部、2000年に報告書刊行）。
- 2010年度（平成22年度）、外構柵その他整備工事に伴う立会調査（宮内庁書陵部、2012年に報告書刊行）。

## 島泉平塚古墳

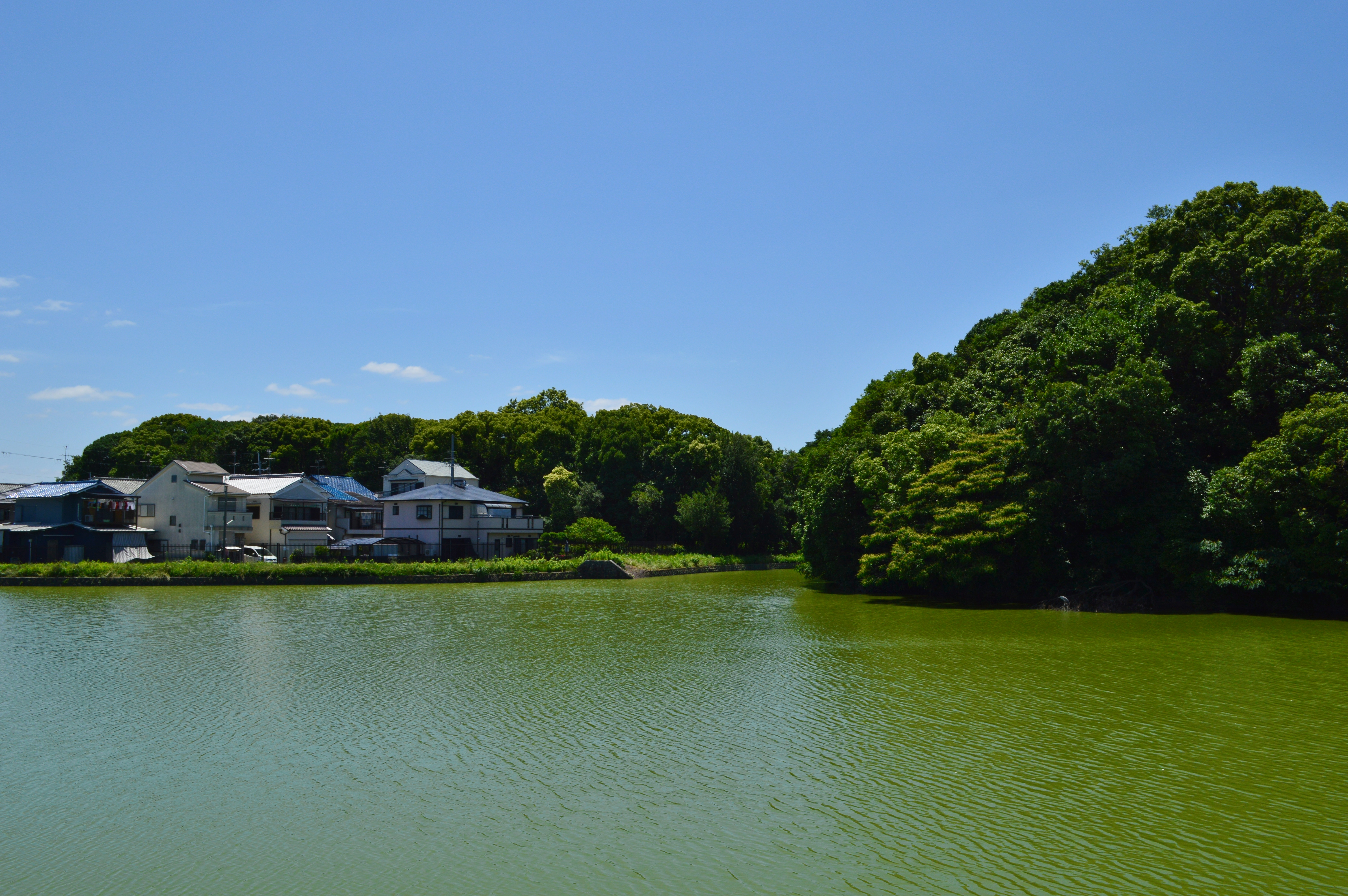
左奥に平塚古墳、右に丸山古墳

島泉平塚古墳（しまいずみひらつかこふん）または高鷲平塚古墳（たかわしひらつかこふん）は、丸山古墳の東南東約100メートルの位置にある古墳（北緯34度34分33.95秒 東経135度35分11.65秒 / 北緯34.5760972度 東経135.5865694度）。形状は方墳。宮内庁により丸山古墳と合わせて雄略天皇の陵に治定されている。
元治元年（1864年）までは丸山古墳のみが雄略天皇陵とされ、平塚古墳の古墳域は小高い田畑であったという。同年に平塚古墳は雄略天皇前陵として陵域に取り込まれ、後年の修陵で両古墳は合わせて前方後円形に整形された。現在では一辺約50メートル・高さ8メートルの方墳とされ、墳丘は2段または3段築成とされる。埋葬施設は明らかでない。
これまでに古墳であることを示す遺構・出土品は確認されておらず、2010年度（平成22年度）のトレンチ調査においても検出には至っていないため、古墳とすること自体に疑義を指摘する説もある。

## 被葬者
| 雄略天皇 |                  |
| 古事記   | 河内之多治比高鸇 |
| 日本書紀 | 丹比高鷲原陵     |
| 延喜式   | 丹比高鷲原陵     |
| 現在     | 丹比高鷲原陵     |

丸山古墳および平塚古墳の実際の被葬者は明らかでないが、宮内庁では第21代雄略天皇の陵に治定している。雄略天皇の陵について、『古事記』では「河内之多治比高鸇」の所在とあるほか、後段では顕宗天皇が復讐として雄略陵の破壊を命じたが意祁命（仁賢天皇）は一部を壊すに留めたとする。また『日本書紀』では「丹比高鷲原陵」とあり、続けて天皇崩御時に臣下の隼人が陵の側で不眠不休で泣き7日目に死んだので陵の北側に墓を造り葬ったとするほか、後段では顕宗天皇が復讐として雄略陵の破壊を計画するも億計尊（仁賢天皇）が思いとどめたとする。『延喜式』諸陵寮では遠陵の「丹比高鷲原陵」として記載され、河内国丹比郡の所在で、兆域は東西3町・南北3町で、陵戸4烟を毎年あてるとする。
本古墳を雄略天皇陵に比定する説は、古くは延宝7年（1679年）編纂の『河内鑑名所記』に見え、1885年（明治18年）以降には丸山古墳・平塚古墳が合わせて前方後円形に修陵されているほか、北側の隼人塚古墳（後述）が『日本書紀』に見える隼人の墓に比定され飛地陪冢に治定されている。丸山古墳を雄略天皇陵に比定する説では、当地の地名が丹比郡高鷲原であることが有力な根拠になる。しかし立地・墳形・規模が古市古墳群の大王墓群とは性格を異にする点で問題があり、1970年代には前方部は削平されているとする説が挙げられ、近年では真の雄略天皇陵を岡ミサンザイ古墳（藤井寺市、仲哀天皇陵）に比定する説等も挙げられている。本古墳が雄略天皇陵である場合には、雄略天皇は倭王武（倭の五王）にも比定される強力・先進的な大王とされるため、中国南朝の影響を受けて大円墳・横穴式石室の墓制を導入した画期的古墳である可能性が指摘される。
なお、河内大塚山古墳（羽曳野市・松原市、大塚陵墓参考地）について、宮内庁では陵墓参考地として雄略天皇を被葬候補者に想定し、かつては考古学的にも雄略天皇の真陵とする説が有力視されたが、近年では古墳時代後期の築造とする説が定着して雄略天皇陵説は否定的である。

## 陪塚

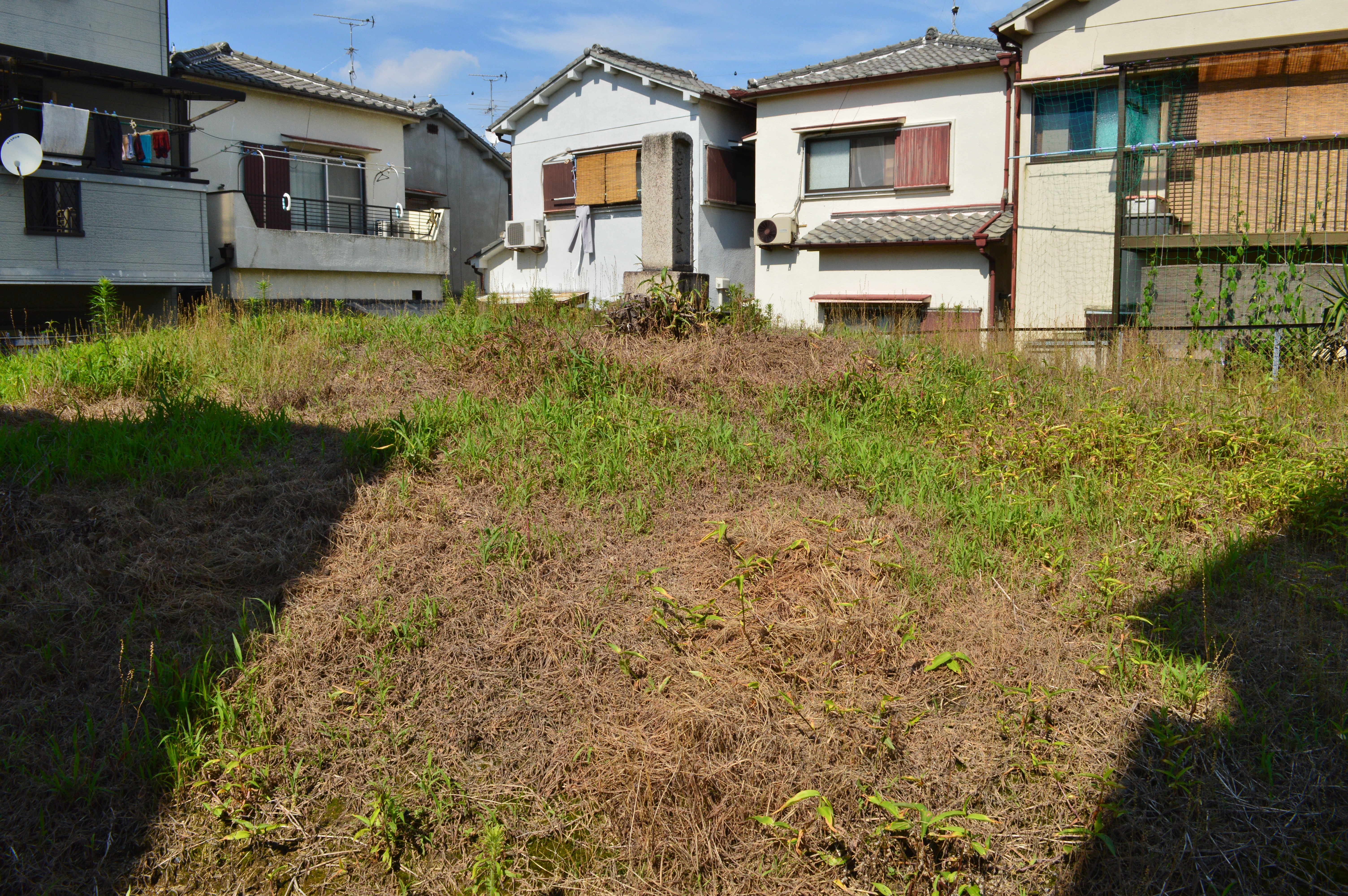
飛地い号（隼人塚古墳）

本古墳の陪塚（陪冢）について考古学的には詳らかでない。一方で宮内庁では次の1基を陪冢に治定している。
- 飛地い号（通称「隼人の墓」、羽曳野市島泉7丁目：北緯34度34分40.60秒 東経135度35分5.50秒）
丸山古墳の北方に所在する。古墳名は「隼人塚古墳（はやとづかこふん）」。『日本書紀』の記事上の雄略天皇に殉死した隼人の墓に想定される[1][2]。一辺20メートルを測る方墳とされるが[13]、遺構・出土品・築造時期などの内容は詳らかでなく[2]、立地的には丸山古墳の陪塚である可能性はあるがそれも詳らかでない[1]。江戸時代には既に本古墳を隼人の墓に比定する伝承が存在しており、享保15年（1730年）には並河誠所によって碑が建立されている[14][2]。かつては「ハイト塚」とも称され[14][1][2]、現在も歯痛神として信仰される[1]。

## 関連文献
（記事執筆に使用していない関連文献）
- 宮内庁発行
  - 「雄略天皇陵外堤護岸及び外構柵設置区域の調査」『書陵部紀要 第27号』宮内庁書陵部、1976年。
  - 「雄略天皇 丹比高鷲原陵見張所改築工事箇所の調査」『書陵部紀要 第51号 (PDF)』宮内庁書陵部、2000年。 - リンクは宮内庁「書陵部所蔵資料目録・画像公開システム」。
  - 「雄略天皇 丹比高鷲原陵外構柵その他整備工事に伴う立会調査」『書陵部紀要 陵墓篇 第63号 (PDF)』宮内庁書陵部、2012年。 - リンクは宮内庁「書陵部所蔵資料目録・画像公開システム」。
- その他
  - 西田孝司『雄略天皇陵と近世史料 -河内国丹南郡南嶋泉村松村家文書-』末吉舎、1991年。